# Sertum
La Sertum è stata una casa motociclistica italiana attiva dal 1932 al 1952.

## Storia
Nel 1922 nacquero a Milano, in viale Certosa, le Officine Meccaniche Fausto Alberti, specializzatesi nella costruzione di motori per usi industriali e motonautici. Nel 1932 iniziò la produzione motociclistica con il marchio Sertum. Il primo modello è una 175 4 tempi a valvole laterali (175 VL), telaio rigido e cambio a tre marce a mano. L'anno successivo alla 175 si affiancò l'anticonvenzionale (per l'epoca) Batua, una motoleggera con motore a due tempi di 120 cm³, cambio a due marce e telaio aperto.
Dopo appena due anni dall'inizio della produzione motociclistica la Sertum aveva già un catalogo ampio: dalla popolare Batua si passava alle 175 (disponibili nelle versioni Turismo, Sport e Super Sport), alle 250 (con motore derivato da quello della 175), fino alla prestigiosa 500 bicilindrica a valvole laterali, presentata al Salone di Milano 1934.

Nel 1937 le Sertum da 250 cm³ in su divennero disponibili anche con telaio elastico 

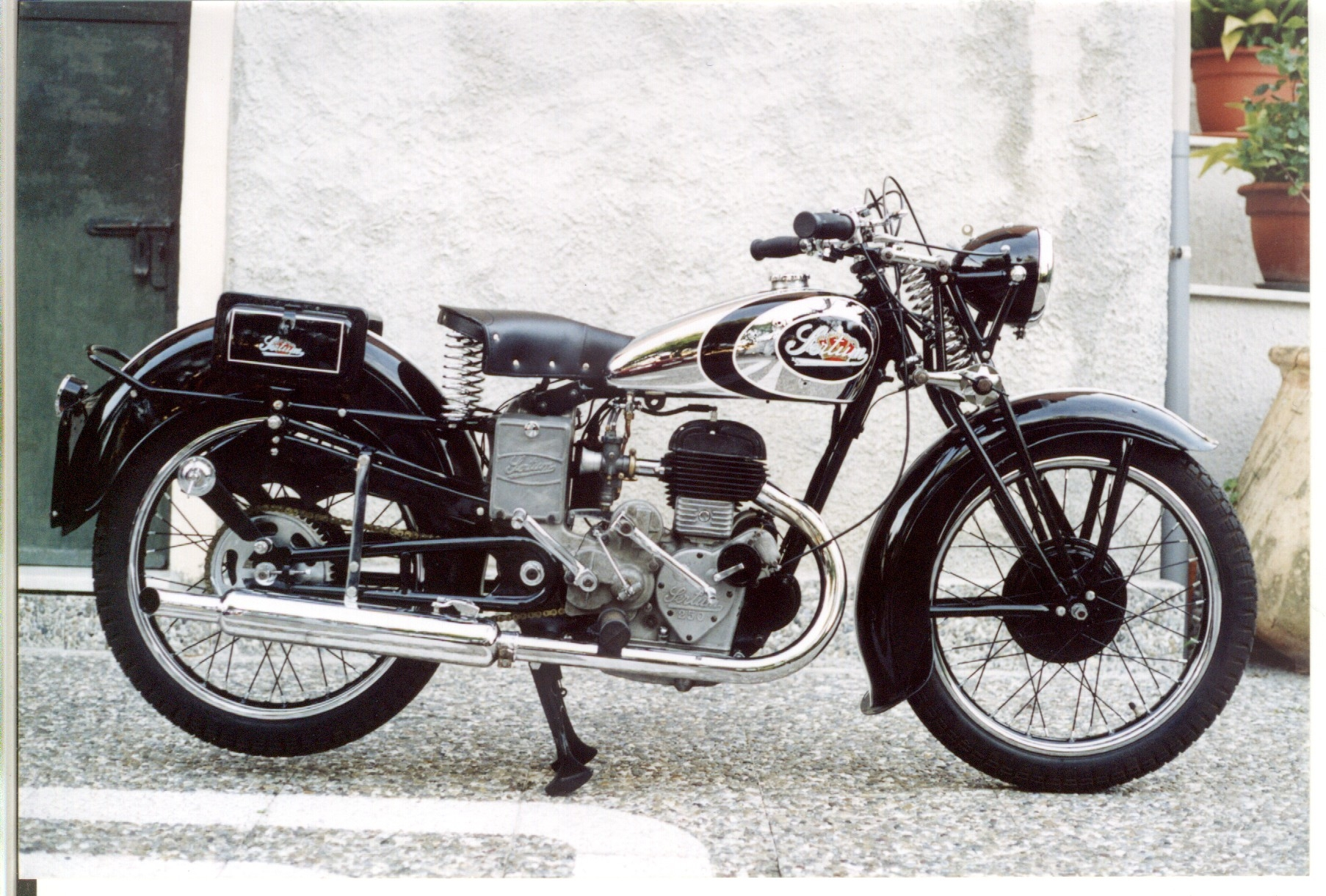
Sertum 250 VL 1937 a telaio elastico

. In quegli anni la Casa milanese era tra le Case italiane più importanti, tanto da costituire la cosiddetta "pentarchia", insieme a Benelli, Bianchi, Gilera e Moto Guzzi. La Sertum non disdegnava di partecipare alle competizioni, specialmente a quelle di Regolarità, con ottimi risultati (cinque medaglie d'oro alla Sei Giorni 1939).
Con l'avvicinarsi della Seconda guerra mondiale la Sertum si dedicò alle forniture per l'esercito: a questo proposito fu progettata la MCM 500, con motore monocilindrico a valvole laterali. La MCM è degna di nota anche perché fu una delle prime moto italiane con freni a tamburo centrale.
La produzione civile Sertum riprese nel 1946 con i modelli MC 500 (versione civile della MCM), VT-4 250 (monocilindrica a valvole in testa) e la nuova BT-4 500 bicilindrica a valvole in testa. Riprese anche l'attività sportiva: alla Sei Giorni cecoslovacca del 1947 la Sertum conquistò due medaglie d'oro.
Tra il 1947 e il 1948 vennero presentate due 250, l'utilitaria VL-4 a valvole laterali e la Sport Monotubo dal piglio sportivo. La VL-4 venne impiegata con successo nella Regolarità (tanto da conquistare tre medaglie d'oro alla Sei Giorni 1949).
Con gli anni cinquanta iniziò la crisi per la Casa milanese: i modelli a catalogo non rispondevano più alle richieste del mercato, che chiedeva sempre più motoleggere e scooter. Inoltre il mancato pagamento di un lotto di moto venduto in Argentina aveva causato un grosso "buco" finanziario. Si tentò di raddrizzare la situazione con una 125 due tempi 4 marce, presentata nel 1950. La 125 non riuscì a risollevare l'azienda (non entrò mai in produzione), provocando un aggravamento della crisi. Nel 1952 per la Sertum giunse la fine, con il fallimento e la messa in liquidazione.